# Gramma
Gramma – rodzaj morskich ryb z rodziny Grammatidae.  

## Występowanie
Zachodni Atlantyk, Morze Karaibskie

## Klasyfikacja
Gatunki zaliczane do tego rodzaju:

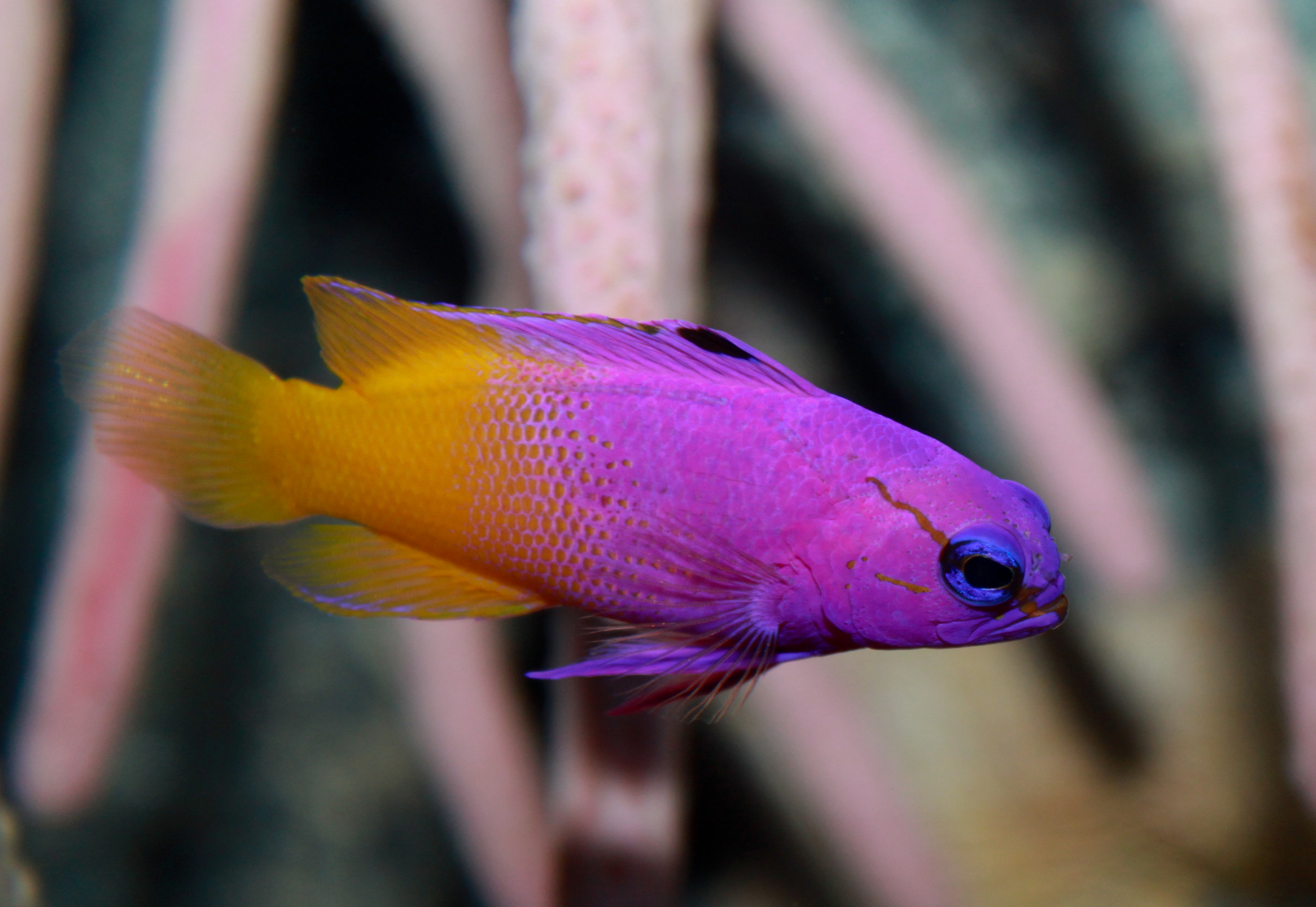
Gramma brasiliensis
- Gramma dejongi
- Gramma linki
- Gramma loreto
- Gramma melacara

- Gramma loreto